# Georges Cavalier
Georges Louis Marie Alexandre Cavalier, dit Pipe-en-Bois (Tours, 27 janvier 1842 - Paris 17e, 25 octobre 1878) est un auteur dramatique, journaliste et ingénieur français. 

## Biographie
Diplômé de l’École polytechnique, il devient ingénieur des Mines. Célèbre activiste républicain du Quartier Latin à Paris, il fonde en 1876 le journal Pipe-en-Bois, surnom dont Jules Vallès, son ancien condisciple au collège et son collaborateur au journal La Rue, s'attribua la paternité. 
Collaborateur de la presse d'opposition à l'Empire, secrétaire particulier de Gambetta pendant le siège de Paris en 1870, il devient préfet du Gard sous le Gouvernement de la Défense nationale. Nommé par la Commune inspecteur des jardins publics et directeur des promenades et des jardins de la Ville de Paris, il est emprisonné par les Versaillais à Satory. Traduit en Conseil de Guerre, il est condamné à la déportation en Nouvelle-Calédonie. 
Sa peine étant commuée en dix ans de bannissement le 27 novembre 1871, il s'exile quelques jours plus tard à Bruxelles jusqu’à son expulsion en 1875. 
Selon Jean-Jacques Lefrère, biographe de Rimbaud, Georges Cavalier rencontre fréquemment Verlaine et Rimbaud durant son exil à Bruxelles. Verlaine a lui-même confirmé ces rencontres avec Rimbaud et Pipe-en-Bois dans son Les Hommes d'aujourd'hui (p. 364).  
Il s’installe après 1875, dans le territoire annexé de Mulhouse et, exceptionnellement autorisé à rendre visite à sa mère à Paris, il meurt brutalement ,,.

## Œuvres
- Histoire de mon sifflet, 1865
- Gambetta, 1875[6]
- L'Enfant devant la famille et la société, 1875
- Comme en écho, À la Chaudière !, revue, avec Michel Bordet, 1875
- Les Mémoires de Pipe-en-Bois, 1865, réédité en 1992, chez Champ Vallon (préface et édition de Jean-Jacques Lefrère)
- La Commune à Nouméah, vaudeville en un acte, 1872, réédité en 2002 chez Atlantica